# Bat Ye'or
Bat Ye'or (en hebreo בת יאור, 'hija del Nilo') es el pseudónimo de Giselle Orebi, una teórica de la conspiración.

## Biografía
Nació en El Cairo, perteneciente a una familia acaudalada, de padre italiano y madre francesa, ambos de origen judío sefardí. En 1955 el gobierno egipcio retiró la nacionalidad egipcia a Bat Ye'or en razón de su condición de judía, por lo que se trasladó en 1957 al Reino Unido, donde solicitó asilo como refugiada religiosa. En 1959 consigue la nacionalidad británica por matrimonio y entre 1958 y 1960 trabaja en el Instituto Arqueológico de la Universidad de Londres. En octubre de 1960 fija su residencia en Suiza, enseñando ciencias sociales en la Universidad de Ginebra entre 1961 y 1962.

## Losdhimmis
Bat Ye'or es conocida por difundir el término dhimmi, que trata en su libro Islam and Dhimmitude: Where Civilizations Collide. Ella atribuye al político libanés Bashir Gemayel la creación del término dhimmitud.
Según Bat Ye'or, el concepto de dhimmitud implica la sumisión al dominio islámico de las tierras y de la gente. A cambio de esta sumisión, los no musulmanes recibirían de las autoridades islámicas la promesa de la protección (dhimma). Esta protección estaría, además, condicionada a un impuesto (yizia).

## Eurabia
Bat Ye'or también es conocida por haber acuñado el término Eurabia usado para denominar una teoría de la conspiración que augura una Europa en la que la cultura dominante ya no será occidental, sino islámica, y en la que la inmigración habrá multiplicado el número de adeptos musulmanes.

## Repercusión
Las ideas de Bat Ye'or han tenido gran éxito entre la extrema derecha y han inspirado varios ataques terroristas, entre ellos los Atentados de Noruega de 2011 cuyo autor la menciona en su manifiesto
Su teoría de "Eurabia" también ha sido mencionada como una posible fuente de inspiración para la teoría de la conspiración del El gran reemplazo

## Sus ideas
Bat Ye'or escribió en su libro Islam and Dhimmitude: Where Civilizations Collide:

He presenciado la destrucción en pocos años de una vital comunidad judía asentada en Egipto durante más de dos mil seiscientos años, desde los tiempos del profeta Jeremías. He visto la desintegración y la huida de familias desposeídas y humilladas, la destrucción de sus sinagogas, el bombardeo de sus barrios y la aterrorización de una población pacífica. He presenciado personalmente las penurias y la dureza del exilio, la miseria de ser una apátrida y me he propuesto buscar la razón de todo esto.

Ella considera la dhimmitud como la condición social resultante de la Jihad, definiéndola como un estado de inseguridad de los infieles, a los cuales se exige aceptar una condición de humillación. Ye'or considera la condición de los dhimmis en el contexto de la Yihad:

La dhimmitud es la consecuencia directa de la Yihad. Comprende todas las leyes y costumbres islámicas aplicadas durante más de un milenio a las poblaciones sometidas de judíos y cristianos residentes en los territorios conquistados por la Yihad y, por tanto, islamizados.

La más controvertida de las ideas de Bat Ye'or es la afirmación de que Occidente está siendo islamizado. Para expresar esta afirmación, ella ha acuñado el término Eurabia. Ye'or ve este proceso como el resultado de una política exterior europea conciliadora con los países árabes dirigida por Francia y concebida para incrementar el poder europeo frente a los Estados Unidos. Según esta teoría, el cambio cultural en Europa habría comenzado a fraguarse tras la crisis del petróleo de la década de 1970, que habría obligado a los dirigentes europeos a hacer concesiones a los países productores árabes. Para Ye'or, la principal consecuencia de esta política es la hostilidad europea hacia Israel.

## Obras
- Eurabia: The Euro-Arab Axis, Fairleigh Dickinson University Press, 2005, ISBN 0-8386-4077-X.
- Islam and Dhimmitude: Where Civilizations Collide, Fairleigh Dickinson University Press, 2001, ISBN 0-8386-3943-7.
- The Decline of Eastern Christianity: From Jihad to Dhimmitude, Fairleigh Dickinson University Press, 1996, ISBN 0-8386-3688-8.
- The Dhimmi: Jews & Christians Under Islam, Fairleigh Dickinson University Press, 1985, ISBN 0-8386-3262-9.